# Арти
Арти́ — посёлок городского типа в Свердловской области России. Административный центр Артинского района и Артинского муниципального округа.

## География
Посёлок расположен в нижнем течении реки Арти (левого притока Уфы), при впадении в неё реки Чекмаш, в 169 километрах к юго-западу от Екатеринбурга (максимальное расстояние — 203 километра) и в 62 километрах к юго-востоку от Красноуфимска. На Арти имеется плотина, образован пруд.
Чуть ниже посёлка по течению Арти, у самого устья реки, раскинулось село Пристань. Село примыкает к Арти. Уличная сеть:
в Арти 72 улицы, 5 переулков и участок Подсобное хозяйство.
Природные объекты: гора Кашкабаш (Романов увал), где академиком А. П. Карпинским были впервые описаны отложения артинского яруса пермской системы Международной хроностратиграфической шкалы (1878 г.).

### Климат
Климат умеренно континентальный. Среднегодовая температура составляет 0,8 °C. Самая высокая температура воздуха в середине июля 18,1 °C. В самые жаркие дни температура воздуха достигает + 37оС, случаются резкие похолодания. В январе самая низкая средняя температура года −16.1 °C. Снежный покров может быть высотой от 60 до 90 см, продолжительность залегания снега 150—160 дней. Зимой морозы могут достигать −49оС, бывают оттепели. Безморозный период продолжается 7 месяцев.
Территория посёлка расположена в зоне действия ветров с преобладанием юго-западных и западных направлений, средняя скорость 3,5 м/сек. Ветровой режим характеризуется преобладанием южного, юго-западного и западного направления ветра.

## Этимология
Название посёлка образовано от реки Артя. Согласно основателю Уральской этимологической школы А. К. Матвееву, в источниках XVIII—XIX вв. река часто называется Арта, но башкирско-татарское соответствие Әртә и русское морфологическое освоение указывают на то, что вариант Артя ближе к тюркской форме. Множественное число Арти могло возникнуть «по согласованию», так как название относится к нескольким близлежащим населенным пунктам Артинского района (пгт Арти, с. Старые Арти, д. Верхние Арти).
Заманчиво видеть в основе топонима тюркское слово арт — «горный перевал», «нагорье» (башкирское артылыш — «перевал»), а также «задняя сторона», «спина», тем более что посёлок Арти находится в глубокой котловине между гор. Однако тюркское название реки Әртә с гласными переднего ряда делает сомнительной эту версию.
Существует предположение, что название реки так же происходит из тюркских языков, но переводится как «крутая», «своенравная», «норовистая», однако подобное значение слова арт не встречается в фундаментальном Этимологическом словаре тюркских языков Э. В. Севортяна.
Возможно, что топоним Арти дотюркского происхождения и был усвоен сперва тюрками, а затем и русскими. Финский лингвист и крупный специалист по мансийскому языку А. Каннисто, совершивший на рубеже XIX и XX века длительную этнологическую экспедицию по Уралу и Приуралью, считал, что гидроним Артя восходит к мансийскому языку, где арт — «язь», я — «река». При этом в мансийско-русском словаре А. Н. Баландина и М. П. Вахрушевой слову арт даются значения «возраст», «состояние».
Некогда среди жителей бытовала версия, что название посёлка марийское, так как здесь когда-то стояла марийская деревня. По данной гипотезе, по-марийски арти — это «яма», так как Арти располагаются меж трёх гор-увалов. Но большая яма по-марийски «чукур», маленькая яма — «лак». На это обратил внимание марийский писатель Илья Васильев. Русско-марийский словарь даёт значения русскому слову яма: «вынем», «лаке», что в одинаковой степени далеко от топонима.

## История
Местные земли в середине XVIII века скупил предприимчивый барон Сергей Григорьевич Строганов. Шло бурное освоение Урала, толчок которому дали петровские реформы. Горнозаводское дело было привлекательным для тех, у кого имелись деньги на развитие выгодного для себя и нужного стране производства.
В 1755 году шкойный (водных дел) мастер Аистов и пильный мастер Гаврило Алексеев закончили разведку местности и выдали заключение о постройке железоделательного завода на реке Арте, левом притоке реки Уфы. Их заключение было благоприятным для горного начальства: «На речке Арте можно поднять действуемых водою одну доменную печь и пять молотов. Лесов здесь довольно стоит, пашенных и сенокосных мест также немалое довольство».
В 1756 году барон Строганов основал Троице-Саткинский чугуноплавильный и железоделательный завод с одной домной и тремя молотами. Эта связка — домна и молот — определялась уровнем достигнутой тогда технологии выделки железа и стали из чугуна способом кричного передела. Затем барон Строганов испросил у Берг-коллегии разрешение построить на реке Арте ещё один завод, куда «для ковки чугун привозить с оных Саткинских заводов сухим путем». В полученном разрешении было такое добавление: «с толиким числом молотов, сколько оная речка течением в действии содержать может». Но построить завод на Арте барон не сумел. Хотя, чтобы закрепить за собой место, всё же возвел в устье Арти мукомольную мельницу — ещё в 1753 году. 30 сентября (11 октября) 1756 года барон Сергей Григорьевич Строганов внезапно скончался, после чего единственным наследником оказался его сын, известный ценитель искусств, граф Александр Сергеевич Строганов.
В 1769 году граф Строганов продал доставшееся ему по наследству убыточный Саткинский завод и Артинское место с полученным разрешением на строительство завода тульскому купцу Лариону Лугинину за 185 тыс. рублей. Решив, что вместо мельницы выгоднее возводить железоделательное, молотовое предприятие, он начал строительство Артинского завода. Сырьё для производства должно было поступать со своих же чугунолитейных Саткинского, Златоустовского и Кусинского заводов. В 1778 году Лугинин умер, но его дело продолжили внуки, Иван и Николай Максимовичи Лугинины. В течение 1777—1784 годов построены заводская земляная плотина, пильная мельница, деревянная молотовая фабрика. Началась выделка железа. 25 февраля (7 марта по новому стилю) 1787 года была выпущена первая продукция Артинского молотового завода.
До основания Артинского завода на месте современного посёлка Арти была расположена марийская деревня Пантелейково, которая при строительстве была передвинута вверх по реке Артя на пять километров и существует в настоящее время.
К концу XVIII века в Артях насчитывалось 100 господских домов, 234 избы и проживало более тысячи человек. В 1786 году построен деревянный госпиталь.
В начале XIX веке Артинский с другими Златоустовскими заводами приобрёл московский купец первой гильдии Андрей Андреевич Кнауф, а после его смерти в 1811 году Артинский завод был передан в казну. К третьей четверти XIX века посёлок существенно вырос. Были построены больница, аптека, школа и торговые лавки. В это время в Артях регулярно проводились торговые ярмарки. На заводскую площадь съезжались сотни подвод из Казани, Ирбита, Екатеринбурга, Челябинска, Кунгура, Красноуфимска, население посёлка увеличивалось почти в пять раз.
В 1827 году в Арти приезжает русский горный инженер, учёный-металлург, крупный организатор горнозаводской промышленности Павел Петрович Аносов (тот, кто ковал русские булаты: полосатый, струистый, волнистый, сетчатый и коленчатый — прославленные сорта дамасской стали). В этом же году Артинский завод выпустил первую партию кос, закалённых по аносовскому способу закалки стали в сгущенном воздухе. В 1830 году в окрестностях завода было обнаружено месторождение точильного камня и на заводе стали производить собственные точила для металлических изделий, которые были не хуже тех, что выписывали из Англии. Это обстоятельство принесло ощутимую пользу всем уральским заводам. Завод не раз был отмечен различными наградами.
В 1839 году было закончено строительство каменного однопрестольного Введенского храма. 23 сентября 1867 года была образована Артинская волость, вошедшая в состав Красноуфимского уезда Пермской губернии. В 1869 году в прилегающем к Артинскому заводу селению насчитывалось 733 двора, 2371 житель мужского пола и 2631 женского пола. К 1870-м годам в посёлке работала больница, были построены здания аптеки, школы, несколько торговых лавок. В конце 1880-х годов в селе действовали школа Министерства Народного Просвещения (мужская), земская школа (женская), школа грамотности (смешанная), а также 45 кузниц, торговых лавок — 30, винных — 6.
В 1917 году завод был национализирован одним из первых в России. В 1918 году в Артях вспыхнуло восстание, во время которого погибло много людей. После окончания Гражданской войны Артинский механический завод был единственным производителем кос по всей стране.
Статус посёлка городского типа Арти получили в 1929 году.
В 1931 году Введенский храм был закрыт и снесён, а место застроено. Также снесены две деревянные часовни, построенные в конце XIX века на территории посёлка.
Во время Великой Отечественной войны завод приступил к производству швейных машин и игл.
Поныне, спустя два с лишним века, тот самый молотовой железоделательный завод, ставший ныне механическим, является градообразующим предприятием.
С 1 октября 2017 года согласно областному закону № 35-ОЗ статус рабочего посёлка Арти изменён на посёлок городского типа.

## Герб
Описание герба
«В поле рассечённом зеленью и червленью под ельчатой главой волнообразно пересечённой лазурью и серебром, шестнадцатилучевая звезда, окружённая кольцом, увенчанным лилией (всё золотое) и сопровождаемая внизу обращённым влево и вверх лезвием косы того же металла». Щит увенчан короной установленного образца.
Обоснование символики герба

Работа над современными гербом и флагом началась в январе 2003 года. Принятый за основу вариант был решен в сине-зелёной гамме и не предполагал деления главы и наличия красного цвета. Глава в виде еловых лап служит указанием на природные (водные и лесные) богатства округа вообще и на пихты с сизой хвоей, произрастающие на его территории, в частности. Деление поля на зелень и червлень символизирует границу Европы и Азии, а лежащее поверх неё полотнище косы — Артинский косный завод, единственный в Европе и Азии. Роза ветров представляет старейшую на Урале обсерваторию, ведущую наблюдения магнитного поля земли. 
Символ шестнадцатилучевой звезды и лилии
По воспоминаниям директора сейсмо-магнитной лаборатории-обсерватории «Арти» Института Геофизики УрО РАН О. А. Кусонского, символ шестнадцатилучевой (полярной) звезды и лилии был им предложен в ходе обсуждения первоначального проекта герба и опирался на принятое в картографии обозначение сторон света, которое зовётся роза компаса. Использование лилии в качестве указания на север было впервые предложено португальским картографом XV—XVI вв. Педру Рейнелем и быстро стало общеупотребительным.
Предшествующие символы
Официальные данные о принятии ранее каких-либо территориальных символов не известны. Имеются косвенные сведения об утверждении в марте 1982 г. в качестве герба пос. Арти эмблемы, составленной Г. А. Белоруковым. Описание этого поселкового символа приведено в 3-м выпуске каталога Меликаева и Сержана:
«Герб выполнен в виде щита французской формы, разделенного на три части. В верхней части в красном поле золотом дано название поселка „АРТИ“. Нижняя часть щита рассечена по вертикали. В правой части изображение четырех кос в своем лучшем исполнении, в левой — фигура кузнеца с молотом в руке, наковальней, кующего косу. Фигуры выполнены золотом на сером фоне. Изображение косы имеет целью показать сельскую местность, использование кос кузнецом символизирует их промышленное исполнение».
Авторская группа:
Правами на данные символы обладает Артинский муниципальный округ.
Утверждён решением районного Совета МО Артинский район от 17.07.2003 № 192
Внесён в Государственный геральдический регистр Российской Федерации под № 1311
Описание взято с сайта Союза Геральдистов России.

## Население
| 1959    | 1970    | 1979    | 1989    | 2002    | 2009    | 2010    | 2011    | 2012    |
| ------- | ------- | ------- | ------- | ------- | ------- | ------- | ------- | ------- |
| 13 016  | ↗13 744 | ↘13 530 | ↗15 803 | ↘13 790 | ↘13 416 | ↘12 881 | ↘12 864 | ↘12 858 |
| 2013    | 2014    | 2015    | 2016    | 2017    | 2018    | 2019    | 2020    | 2021    |
| ↗12 922 | ↘12 920 | ↘12 894 | ↘12 890 | ↗13 003 | ↘12 997 | ↘12 941 | ↗12 949 | ↘11 657 |
| 2023    |         |         |         |         |         |         |         |         |
| ↘11 572 |         |         |         |         |         |         |         |         |

По данным переписи 2002 года, соотношение полов: 46,7 % мужчин (6439) и 53,3 % женщин (7351).

## Экономика
В настоящее время Арти являются быстро развивающейся поселением, с экономическим ростом в сфере услуг. В районе выращивают зерновые, кормовые культуры, картофель. Разводят крупный рогатый скот, свиней. Добывают известняк.
Ближайшие железнодорожные станции расположены примерно в 50 километрах к северо-западу — в Красноуфимске, на южном ходе Транссиба, и восточнее — в Михайловске и Нижних Сергах, на Западно-Уральской исторической железной дороге, ныне относящейся к Свердловской железной дороге. Есть подъездная дорога к автодороге Пермь — Екатеринбург (участок федеральной автомобильной дороги М12 «Восток», часть европейского маршрута E 22). Также в юго-западном направлении проложена региональная автодорога к Нязепетровску и Каслям в соседней Челябинской области.
C 1999 года действует автодорога Арти — Михайловск — Екатеринбург (протяжённость — 160 км).
Артинская солнечная электростанция (СЭС)
В 1 километре к западу от посёлка Арти близ деревни Чекмаш на площадке размером 90 га действует Солнечная электростанция мощностью 37,9 МВт. Строительство объекта начато в 2021 году. В СЭС использованы фотоэлектрические модули отечественного производства. Введена в эксплуатацию в сентябре 2024 года.

## Средства массовой информации
Выходит газета «Артинские вести».
Существует радио «Арти FM».

## Известные люди
- Иосса, Александр Александрович (1841 — 1907) — российский горный инженер и металлург.
- Шутов, Виктор Алексеевич (1920—1943) — Герой Советского Союза.
- Демьянов, Михаил Александрович (1873—1913) — живописец.
- Осинов, Михаил Святославович (р. 1975) — футболист.

## Памятники природы
На территории Артинского района (муниципального округа) выделено 9 памятников природы.
Постановлением правительства Свердловской области от 17.01.2001 г. утверждён перечень особо охраняемых территорий, расположенных в Свердловской области.
На территории Артинского района расположены следующие объекты:
- Гора Кашкабаш (Романов увал) — геологический памятник природы федерального значения, расположен в двух километрах от села Курки, на правом берегу р. Уфы. Здесь в 1873 г. А. Карпинский впервые в истории геологии обнаружил остатки головоногих моллюсков-аммонитов. Место открытия и описания А. Карпинским артинского яруса нижнего отдела пермской системы.
- Сабарский ландшафтный заказник — заповедный участок темнохвойных широколиственных лесов. Научно-показательный участок крайних северо-восточных елово-широколиственных лесов восточно-европейского типа в России (с липой, клёном и ильмом)
- Каменный ложок — геоморфологический памятник природы, расположенный на правом берегу р. Уфы, в двух километрах ниже по течению от деревни Комарово на территории Сабарского заказника . Имеет оригинальные отложения горных пород конгломератов и песчаников.
- Берёзовская дубрава — ботанический памятник природы вблизи села Берёзовка. Крайняя точка ареала дуба черешчатого в России.
- Поташкинская дубрава — ботанический памятник природы вблизи села Поташка. Крайняя точка ареала дуба черешчатого в России.
- Участок елово-пихтовых древостоев — ботанический памятник природы, который расположен в окрестностях села Азигулова, в пойме р. Уфы. Высокопродуктивное насаждение темнохвойных пород. Необычная форма пихты с сизой хвоей.
- Горные ковыльные степи — ботанический памятник природы вблизи деревень Верхний и Нижний Бардым. Эти степи имеют большое научное значение, как участок целины.
- Участок горных ковыльных степей — ботанический памятник природы расположен в окрестностях села Новый Златоуст. Также хорошо сохранившийся участок горных степей.
- Участок культурной посадки женьшеня — ботанический памятник природы. Расположен в деревне Комарово. В 1975 году здесь был заложен первый на Среднем Урале питомник по выращиванию лекарственного растения женьшень.

## Достопримечательности
- Магнитная обсерватория «Арти»

Обсерватория «Арти» ведёт свою историю с 1836 года, когда академиком А. Купфером было организовано в Екатеринбурге первое на Урале научное подразделение — магнитно-метеорологическая обсерватория «Екатеринбург». Решение об организации обсерватории было принято Российской Академией наук по предложению А. Гумбольта и с одобрения К. Гаусса. Научными направлениями обсерватории было наблюдения магнитного поля Земли и метеорологические исследования. В 1932 году обсерватория сменила свое место расположения в связи с появлением интенсивных промышленных помех в результате пуска в Екатеринбурге трамвайного движения. Обсерватория перебралась в Косулино и стала называться «Высокая Дубрава». Здесь она проработала до 1973 года, а в 1969 году была запущена в работу новая магнитная обсерватория в п. Арти, которая стала преемницей обсерватории «Высокая Дубрава».
Лаборатория-обсерватория «Арти» входит в состав Института Геофизики УрО РАН. Обсерватория имеет три технических здания, семь магнитных павильонов и занимает около 100 гектаров площади, имеет автономное снабжение водой и теплом, свои гараж, склады, гостиницу, жилые дома и собственный музей геофизики.
В лаборатории-обсерватории «Арти» сегодня действуют пять геофизических станций — магнитная (с 1836 года) станция ARS, входящая в сеть станций Intermagnet, сейсмическая (с 1970 года), ионосферная (с 1944 года) станция 256 Свердловск(Арти), станция GPS Artu (с 1999 года) и гравиметрическая станция (с 2014 года). Помимо собственных наблюдений, на территории обсерватории установлен радар EKB проекта Российской сети когерентных радаров декаметрового радиодиапазона СЕКИРА, принадлежащий Институту солнечно-земной физики СО РАН.
- Артинский исторический музей

Историческая экспозиция расположена в 6 залах. Экспонаты музея рассказывают о различных периодах истории посёлка: от рождения Уральских гор до современной эпохи.